# Chrysosoma ghesquieri
Chrysosoma ghesquieri är en tvåvingeart som beskrevs av Octave Parent 1936. Chrysosoma ghesquieri ingår i släktet Chrysosoma och familjen styltflugor.
Artens utbredningsområde är Kongo. Inga underarter finns listade i Catalogue of Life.